# 和尚 (伯牙吾台氏)
和尚（？—？），玉耳别里伯牙吾台氏。元朝官员，忽都思之子。
和尚初袭父职担任百户。蒙哥汗九年（1259年）和尚随从忽必烈攻鄂州（今湖北省武汉市武昌区）。元世祖中统三年（1262年），和尚随军讨李璮，因功升任阿剌罕万户府经历。至元五年（1268年），和尚随都元帅阿术攻打襄阳。至元十一年（1274年）和尚从丞相伯颜攻南宋，在柳子、鲁洑，新滩、沌口大败宋军，因功受到忽必烈嘉奖。后随从阿里海牙攻克岳州，取沙市，招降江陵，升任为行省郎中。至元十三年（1276年）围潭州（今湖南省长沙市）。潭州城破，诸将欲屠其城，和尚力持不可，一城赖以全活。改任行省断事官。后官至常德路达鲁花赤，又入广西、攻破静江（今广西壮族自治区桂林市），兼行宣抚事。历任岭南广西道提刑按察使、江南浙西道提刑按察使。他谨守职责，对阿里海牙的骄纵，上奏弹劾。和尚在官任上去世，年四十九岁。追封沇国公，谥号庄肃。

## 延伸阅读
[在维基数据编辑]
 《元史·卷134》，出自宋濂《元史》
 《新元史/卷154》，出自柯劭忞《新元史》